# Nissan Cherry
Nissan Cherry, även kallad Datsun Cherry, är en bilmodell i småbilsklassen tillverkad av Nissan åren 1970-1986. Den ersattes delvis av Nissan Micra modellåret 1983 och sedan helt av Nissan Sunny modellåret 1987.
Alfa Romeo hade ett samarbete med Nissan/Datsun i början av 1980-talet vilket resulterade i Alfa Romeo Arna som aldrig gjorde någon succé då den i princip bara var en simpel Datsun Cherry med Alfa Romeo-front.

## E10
Den första generationen av Nissan Cherry såldes mestadels som "Datsun 100A" eller "120A" på exportmarknader. Namnet indikerar ifall modellen har 1,0-liters eller 1,2-liters motor. Cherry var Nissans första framhjulsdrivna bil när den kom, men var egentligen utvecklad av Prince som hade tagits upp i Nissankoncernen 1966. Modellen introducerades i oktober 1970 och byggdes till och med 1977.
Till att börja med fanns den enbart som två- eller fyrdörrars sedan. I september 1971 tillkom en coupé med mycket ovanligt utseende, och i mars 1972 en tredörrars kombi (såld som lätt skåpbil i Japan). 

## F10
Den andra generationen Cherry fick tillnamnet F-II och byggdes från 1974 till 1978. Den såldes bredvid den första varianten under ett par år. En privatkörd Cherry F-II deltog i Svenska rallyt 1978.

## N10
N10 var den tredje generationen Cherry och byggdes mellan 1978 och 1982. På den japanska hemmamarknaden hade den här generationen bytt namn och hette nu Pulsar.

## N12
Den fjärde generationen Cherry hade chassisnummer N10 och presenterades i september 1982. I Sverige fanns den till att börja med i fyra utföranden: en snålversion på 1,3 liter med 60 hk (tre dörrar), 1,5-liters med 70 hk (tre eller fem dörrar) och en lyxutrustad tredörrars 1,5 liters med soltak. Den här generationen såldes som en Nissan istället för Datsun på exportmarknader, och var den första modellen som bytte namn.

## N13
I Grekland och på en del andra marknader fortsatte Pulsar säljas som en Cherry även efter N13-modellen introducerats sent 1986. I Sverige och på de flesta andra marknader världen runt såldes N13 som en Nissan Sunny, medan den egentliga Nissan Sunny inte exporterades i någon större utsträckning.